# Helictochloinae
Helictochloinae Röser & Tkach, 2011 è una sottotribù di piante angiosperme monocotiledoni appartenente alla famiglia delle Poacee (o Gramineae, nom. cons.), sottofamiglia Pooideae,tribù Poeae.

## Etimologia
Il nome della sottotribù deriva dal suo genere tipo Helictochloa Romero Zarco, 2011 la cui etimologia deriva da due parole greche: helicto = elicoidale, arrotolato e chloa = verdura.
Il nome scientifico della sottotribù è stato definito dai botanici contemporanei Martin Röser e Natalia Tkach nella pubblicazione "Phylogeny, morphology and the role of hybridization as driving force of evolution in grass tribes Aveneae and Poeae (Poaceae)" del 2019.

## Descrizione

### Portamento
Il portamento delle specie di questo gruppo in genere è cespuglioso con forme biologiche tipo emicriptofita cespitosa (H caesp) e cicli biologici annuali (Molineriella) o perenni (Helictochloa). I culmi sono cavi a sezione più o meno rotonda. In queste piante non sono presenti i micropeli.

### Foglie
Le foglie lungo il culmo sono disposte in modo alterno, sono distiche e si originano dai vari nodi. Sono composte da una guaina, una ligula e una lamina. Le venature sono parallelinervie. Non sono presenti i pseudopiccioli e, nell'epidermide delle foglia, le papille.
- Guaina: la guaina è abbracciante il fusto e in genere è priva di auricole; sono divise fin dalla base.
- Ligula: la ligula è membranosa e a volte cigliata.
- Lamina: la lamina ha delle forme generalmente lineari e piatte, conduplicate o contorte

### Infiorescenza

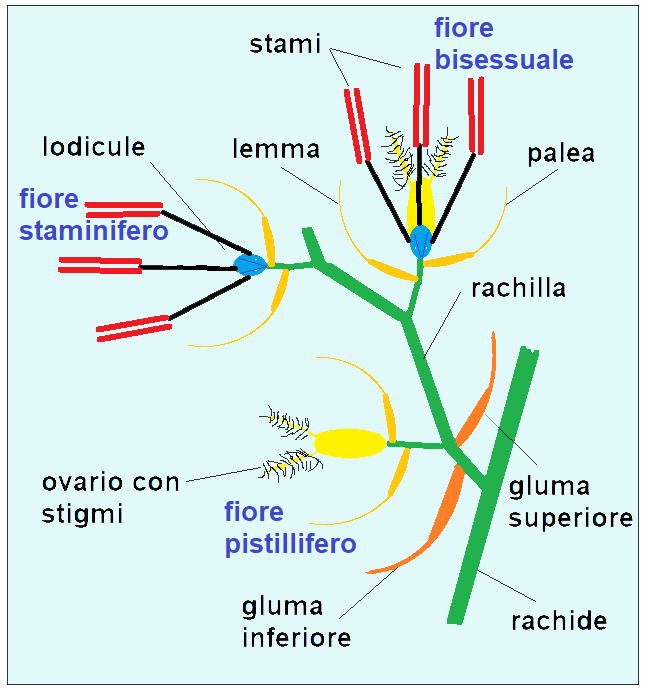
Spighetta generica con tre fiori diversi

- Infiorescenza principale (sinfiorescenza o semplicemente spiga): le infiorescenze, ascellari e terminali, in genere sono ramificate e sono formate da alcune spighette ed hanno la forma di una pannocchia lassa a volte simile ad un racemo. La fillotassi dell'inflorescenza inizialmente è a due livelli, anche se le successive ramificazioni la fa apparire a spirale.
- Infiorescenza secondaria (o spighetta): le spighette, compresse lateralmente, sottese da due brattee distiche e strettamente sovrapposte chiamate glume (inferiore e superiore), sono formate da alcuni fiori (da 2 a 12). Possono essere presenti dei fiori sterili; in questo caso sono in posizione distale rispetto a quelli fertili. Alla base di ogni fiore sono presenti due brattee: la palea e il lemma. La disarticolazione avviene con la rottura della rachilla sopra le glume e tra i fiori. In Molineriella la rachilla non si estende. Lunghezza delle spighette: 10 – 36 mm (Helictochloa); 1,5 - 2,5 mm (Molineriella).

- Glume: le glume sono più corte delle rispettive spighette; sono presenti alcune nervature (3 - 7).
- Palea: la palea è un profillo con doppia chiglia; le chiglie sono minutamente cigliate o anche lisce.
- Lemma: il lemma è glabro o sericeo verso la base; è inclinato dorsalmente.

### Fiori
I fiori fertili sono attinomorfi formati da 3 verticilli: perianzio ridotto, androceo  e gineceo.
- Formula fiorale:

*, P 2, A (1-)3(-6), G (2–3) supero, cariosside.
- Il perianzio è ridotto e formato da due lodicule, delle squame traslucide, poco visibili (forse relitto di un verticillo di 3 sepali). Le lodicule sono membranose e non vascolarizzate; hanno delle forme lanceolate con un lobo laterale.

- L'androceo è composto da 3 stami ognuno con un breve filamento libero, una antera sagittata e due teche. Le antere sono basifisse con deiscenza laterale. Il polline è monoporato.

- Il gineceo è composto da 3-(2) carpelli connati formanti un ovario supero. L'ovario, glabro, ha un solo loculo con un solo ovulo subapicale (o quasi basale). L'ovulo è anfitropo e semianatropo e tenuinucellato o crassinucellato. Lo stilo, breve, è unico con due stigmi papillosi e distinti.

### Frutti
I frutti sono del tipo cariosside, ossia sono dei piccoli chicchi indeiscenti, con forme ovoidali, nei quali il pericarpo è formato da una sottile parete che circonda il singolo seme. In particolare il pericarpo è fuso al seme ed è aderente. L'endocarpo non è indurito e l'ilo è puntiforme. L'embrione è piccolo e provvisto di epiblasto ha un solo cotiledone altamente modificato (scutello senza fessura) in posizione laterale. I margini embrionali della foglia non si sovrappongono.

## Biologia
Come gran parte delle Poaceae, le specie di questo genere si riproducono per impollinazione anemogama; gli stigmi più o meno piumosi sono una caratteristica importante per catturare meglio il polline aereo. 
La dispersione dei semi avviene inizialmente a opera del vento (dispersione anemocora) e una volta giunti a terra grazie all'azione di insetti come le formiche (mirmecoria).

## Distribuzione e habitat
La distribuzione delle specie di questa sottotribù è relativa al Mediterraneo, Eurasia e Nord America.

## Tassonomia
La famiglia delle Poacee comprende circa 800 generi e oltre 9.000 specie. È una delle famiglie più numerose e più importanti del gruppo delle monocotiledoni. La famiglia è suddivisa in 12 sottofamiglie, la sottotribù Helictochloinae fa parte della sottofamiglia Pooideae, tribù Poeae.

### Generi
La tribù si compone di 2 generi e 25 specie:
- Molineriella Rouy, 1913 (3 specie)
- Helictochloa Romero Zarco, 2011 (22 spp.)

Nota: in studi precedenti i due generi della sottotribù sono descritti all'interno della sottotribù Airinae.

### Specie della flora italiana
Nella flora spontanea della penisola italiana è presente la seguente specie del genere Molinierella:
- Molinierella minuta (L.) Rouy.

Il genere Helictochloa nella flora spontanea italiana ha presenti cinque specie (tra parentesi sono indicate alcune varianti del nome scientifico attualmente ancora usate):
- Helictochloa bromoides (Gouan) Romero Zarco (Avenula bromoides (Gouan) Scholz, Helictotrichon bromoides (Gouan) C.E Hubb.)
- Helictochloa cincinnata (Ten.) Romero Zarco (Avenula cincinnata (Ten.) Holub)
- Helictochloa praeusta (Rchb.) Romero Zarco (Avenula praeusta (Rchb.) Holub, Helictotrichon praeustum (Rchb.) Tzvelev)
- Helictochloa pratensis (L.) Romero Zarco (Avenula pratensis (L.) Dumort., Helictotrichon pratense (L.) Besser)
- Helictochloa versicolor (Vill.) Romero Zarco (Avenula versicolor (Vill.) Lainz, Helictotrichon versicolor (Vill.) Pilg.)

### Filogenesi
La sottotribù Helictochloinaefa parte della tribù Poeae R.Br., 1814 e quindi della supertribù Poodae L. Liu, 1980. La tribù Poeae (formata da diverse sottotribù suddivise in alcune supersottotribù) è l'ultimo nodo della sottofamiglia Pooideae ad essersi evoluto (gli altri precedenti sono la tribù Brachyelytreae, e le supertribù Nardodae, Melicodae, Stipodae e Triticodae). La sottotribù Helictochloinae appartiene al gruppo con le sequenze dei plastidi di tipo "Poeae" (definito "Poeae chloroplast groups 2 ").
All'interno della tribù il gruppo Helictochloinae occupa una posizione "basale" in disposizione politomica insieme ad altre sottotribù (Sesleriinae, Scolochloinae, Arinae, Holcinae e Aristaveninae). Ulteriori studi sono necessari per avere informazioni più dettagliate e precise.
Le seguenti sinapomorfie sono relative a tutta la sottofamiglia (Pooideae):
- la fillotassi dell'inflorescenza inizialmente è a due livelli;
- le spighette sono compresse lateralmente;
- i margini embrionali della foglia non si sovrappongono;
- l'embrione è privo della fessura scutellare.

Le sinapomorfie relative alla tribù Poeae sono:
- l'ilo è puntiforme;
- dei lipidi (grassi) sono presenti nell'endosperma;
- le lodicule sono prive di ciglia;
- l'ovario è glabro.

Per la sottotribù sono descritte le seguenti sinapomorfie:
- Molineriella: il lemma non è barbato.